# El Gouna FC
El Gouna Football Club (ar. نادى الجونة لكرة القدم) – egipski klub piłkarski grający w drugiej lidze, mający siedzibę w mieście Al-Dżuna.

## Stadion
Domowe mecze klub rozgrywa na stadionie o nazwie Al-Dżuna w Al-Dżunie, który może pomieścić 14000 widzów.

## Reprezentanci kraju grający w klubie
Stan na lipiec 2016.
| - Mohamed Abdel Monsef - Ramy Adel - Ali Afify - Abdul-Fattah Al-Agha - Szarif Aszraf - Sherif Ekramy - Shawky El-Said - Arafa El-Sayed - Nour El-Sayed - Ahmed Hassan Farag - Youssef Hamdi | - Gamal Hamza - Ahmed Magdi - Tarek Mostafa - Wael Riyad - Reda Shehata - Walid Soliman - Youssouf Sanou - Ahmed Touré - Henry León - Mano - Abdul Fattah Al Agha |